# Robert Witke
Robert Witke (* 28. Juni 1967 Warschau; † 6. September 2024 in Karpacz) war ein polnischer Skispringer. Er wurde 1990 polnischer Meister mit dem Team.

## Werdegang
Witke, dessen Vater Ryszard Witke ist, ging als Vertreter des LKS Skrzyczne Szczyrk vor allem bei unterklassigen Sprungwettbewerben an den Start. Zunächst nahm er jedoch an den Nordischen Junioren-Skiweltmeisterschaften 1983 in Kuopio teil, wo er den 48. Platz belegte. Bei den Juniorenweltmeisterschaften 1985 in Täsch zeigte er sich verbessert und wurde Vierzehnter im Einzel und Siebter mit dem Team.
Am 22. Dezember 1985 gab Witke im französischen Chamonix sein Weltcup-Debüt, verpasste allerdings wie bei allen darauffolgenden Versuchen die Punkteränge. Bei der Skiflug-Weltmeisterschaft 1986 am Kulm belegte Witke den 36. Rang. Bei den polnischen Meisterschaften Anfang März 1990 in Zakopane gewann Witke von der Średnia Krokiew zunächst die Bronzemedaille. Einen Tag später wurde er im Team gemeinsam mit Andrzej Malik, Wacław Przybyła und Zbigniew Malik polnischer Skisprungmeister. Beim Einzelwettkampf von der Wielka Krokiew verpasste er als Sechster die Medaillenränge.
Nach der Saison 1990/91 beendete Witke seine Karriere.